# Fame (David Bowie-låt)
Fame är en singel av den brittiske sångaren David Bowie, släppt 18 augusti 1975. Sången är skriven av David Bowie, John Lennon och Carlos Alomar. Låten blev också David Bowie's första Billboard Hot 100 första plats och finns med på albumet Young Americans.